# Seiurus
Seiurus is een monotypisch geslacht van zangvogels uit de familie van de Amerikaanse zangers (Parulidae). De enige soort is de ovenvogel (Seiurus aurocapilla).